# Uciderea Alexandrei Măceșanu și a Luizei Melencu
Alexandra Mihaela Măceșanu (n. 15 septembrie 2003) și Mihaela Luiza Melencu (n. 2 decembrie 2000) sunt două tinere din zona Municipiului Caracal, România, dispărute pe parcursul anului 2019, Luiza (originară din localitatea Radomir, județul Dolj) dispărând în data de 14 aprilie, iar Alexandra (originară din localitatea Dobrosloveni, județul Olt) pe 24 iulie.
Alexandra Măceșanu a apelat serviciul de urgență 112 de 3 ori în ziua de 25 iulie 2019, la ora 11:05, reclamând că a fost răpită, sechestrată și violată într-o casă din municipiul Caracal. De-a lungul întregii zile, Poliția a încercat să identifice locul în care se afla Alexandra, dar a reușit acest lucru abia în cursul nopții următoare și a putut executa un mandat de percheziție abia a doua zi la ora 6. În urma anchetei preliminare, a fost arestat proprietarul imobilului respectiv, Gheorghe Dincă, acesta recunoscând că le-a ucis pe cele două tinere.
Proasta gestionare a cazului a stârnit revoltă publică și a dus la demisia sau demiterea ministrului Afacerilor Interne, Nicolae Moga, inspectorului general al Poliției Române, Ioan Buda, prefectului județului Olt, Petre Neacșu, directorului Serviciului de Telecomunicații Speciale, Ionel-Sorinel Vasilca  și a altor oficiali.

## Autor
Suspectul pentru comiterea ambelor crime este Gheorghe Dincă din Caracal. A ajuns în atenția publicului la sfârșitul lunii iulie 2019, după ce Alexandra Măceșanu a sunat de trei ori la serviciul de urgență 112, spunând că a fost răpită și violată de Dincă după ce a fost luată la ocazie de acesta. În cursul anchetei a ieșit la iveală că este suspectat de comiterea unei alte răpiri, iar autoritățile române cercetează alte posibile crime. Ducea o viață în aparență retrasă, trăind separat de propria familie și practicând mecanica auto, taximetria neautorizată, precum și diverse munci necalificate ziliere.
Avocatul lui Dincă, Alexandru Bogdan, a declarat agenției naționale de știri Agerpres din România că clientul său „a mărturisit crimele sale”: „Clientul meu a spus că cele două adolescente au mers cu el în mod voluntar, dar că în ambele cazuri, un conflict a izbucnit la scurt timp după care le-a lovit, loviturile provocând moartea lor".
Dincă a fost condamnat la 30 ani de închisoare, dar a făcut apel. Curtea de Apel Craiova judecă apelul în secret. Pe 30 mai 2023, Curtea de Apel Craiova a menținut sentința de 30 ani închisoare stabilită de Tribunalul Olt.

## Reacții
Șeful Poliției Române a fost demis pentru modul în care a gestionat acest caz. La fel, a fost demis și prefectul județului Olt. Ministrul de Interne, Nicolae Moga, deși proaspăt numit, și-a înaintat demisia.
Serviciul de Telecomunicații Speciale a afirmat, prin purtătorul de cuvânt, că a procedat în mod corect în ceea ce privește marja sa de competență.
DIICOT a emis certificatul de deces al Alexandrei Măceșanu, pe care familia ei a refuzat să-l primească.

## Legături externe
- Ultimele știri din presa românească despre „Cazul Caracal” la Newskeeper